# PS Produkció
A PS Produkciót 2006-ban Póka Balázs operaénekes és a Rock Színház egyik alapítója, Simon Edit producer hozta létre azzal a céllal, hogy meghonosítsa Magyarországon a nyugati országokban már bevált és sikeresen működő, üzleti alapon megvalósított kompromisszumoktól mentes, jelentős művészeti értéket felvonultató, világszínvonalú musicaljátszást és belföldön is elérhetővé tegye a magyar közönség számára a minőségi zenés színházat.
A PS Produkció megalakulása óta négy rangos, mára már etalonként emlegetett előadást állított színpadra és tart műsoron, amelyeket a közönség és a színházi szakma egyöntetű elismeréssel fogadott.
Simon Edit és Póka Balázs lánya Dr. Póka Júlia ügyvéd, aki felügyeli és intézi a produkciók jogi ügyeit és a We Will Rock You (musical) executive producere is.
A PS Produkció a Zenés Színházért Közhasznú Alapítvánnyal együttműködésben állítja színpadra és játssza előadásait.

## Bemutatók
- 2007-ben mutatták be Budapesten a kiemelkedően magas – közel 280 millió forint – költségvetésű, Roman Polanski nevével fémjelzett Vámpírok bálja (musical)t.

Rendező: Cornelius Baltus Koreográfus: Dennis Callahan Díszlet- és jelmeztervező: Kentaur (Erkel László) Fénytervező: Chriss Ellis Művészeti vezető: Póka Balázs Karmester: Köteles Géza, Balassa Krisztián Producer: Simon Edit
Bemutató 2007. június 30. Pesti Magyar Színház
- 2010-ben, második produkcióként szintén nagy sikerrel vitte színre a PS Produkció, a Vámpírok bálja (musical) szereplőivel az ABBA együttes szerzőpárosának, Benny Andersson és Björn Ulvaeus, valamint az Oscar-díjas szövegíró Tim Rice, Sakk (musical) című előadását.

Rendező: Cornelius Baltus' Koreográfus: Karen Bruce Díszlet- és jelmeztervező: Kentaur (Erkel László) Fénytervező: Chriss Hirts Művészeti vezető: Póka Balázs Karmester: Köteles Géza, Balassa Krisztián' Producer: Simon Edit
Bemutató 2010. augusztus 6. Margitszigeti Szabadtéri Színpad
- 2017-ben a világsikereket tartalmazó repertoár harmadik darabjaként mutatták be a Queen és Ben Elton: We Will Rock You musicalt.

Rendező: Cornelius Baltus' Koreográfus: Túri Lajos Péter Díszlet- és jelmeztervező: Kentaur (Erkel László) Fénytervező: Madarász János Madár Művészeti vezető: Póka Balázs Karmester: Fülöp Dániel Erik' Producer: Simon Edit
Bemutató: 2017. november 24. BOK Sportcsarnok
- 2020-ban mutatták be a repertoár negyedik darabját, az egykori Rock Színház szerzőpárosa, Miklós Tibor és Várkonyi Mátyás Sztárcsinálók rockoperáját, amely műfaját tekintve az első rockopera volt Magyarországon.

Rendező: Szente Vajk' Koreográfus: Túri Lajos Péter Díszlettervező: Kentaur (Erkel László) Jelmeztervező: Horváth Kata Fénytervező: Madarász János Madár Művészeti vezető: Póka Balázs Karmester: Balassa Krisztián' Producer: Simon Edit
Bemutató: 2020. február 1. UP Újpesti Rendezvénytér

## Lemezei
- Vámpírok bálja (musical) élő előadás felvétel (Live in Budapest) 2007.
- Sakk (musical) élő előadás felvétel (Budapest Live) 2015.
- Egyházi Géza "El nem múló vágy" 2015.
- We Will Rock You musical élő előadás felvétel (Hungarian Live) 2019.

## Hang és videó
- Vámpírok bálja musical
  - Werkfilm
- Sakk (Chess) musical
  - Részletek az előadásból
  - Finálé és tapsrend 2019-ből
- We Will Rock You musical
  - Részletek az előadásból
  - Brian May challenge -We Are The Champions- in Hungarian
- Sztárcsinálók rockopera
  - Premier videó
- Hanganyagok
  - A társulat Spotify oldala

## Játszóhelyek

### Jelenlegi játszóhelyek
- Erkel Színház

### Korábbi játszóhelyek
- Pesti Vigadó
- Margitszigeti Szabadtéri Színpad
- Agria Nyári Játékok
- BOK Sportcsarnok
- Kálmán Imre Szabadtéri Színpad
- Szegedi Szabadtéri Játékok
- Bálna (építmény)

- Pesti Magyar Színház
- Bajai Szabadtéri Színpad
- UP Újpesti Rendezvénytér
- Vígszínház

## Kapcsolódó lapok
- Simon Edit
- Póka Balázs
- Kentaur (Erkel László)
- Szente Vajk
- Miklós Tibor
- Várkonyi Mátyás
- Balassa Krisztián
- Jim Steinman
- Benny Andersson
- Björn Ulvaeus
- Roger Taylor (dobos, 1949)
- Brian May
- Jim Beach
- Freddie Mercury
- Roman Polanski
- Tim Rice
- Vámpírok bálja (musical)
- Sakk (musical)
- We Will Rock You musical
- Sztárcsinálók

### Társulati tagok
- Ajtai Beáta
- Angler Balázs
- Ágoston Máté
- Baksa András
- Bot Gábor
- Braga Nikita
- Cseh Dávid Péter
- Csuha Lajos
- Egyházi Géza
- Horváth Mónika
- Illés Adrián
- Illés Dániel
- Jenei Gábor
- Jegercsik Csaba
- Kovács Gyopár
- Károlyi Krisztián
- Kecskés Tímea
- Kokas Piroska
- Kiss Ernő Zsolt
- Langer Soma
- Miklós Eponin
- Mező Márió
- Moravszki Enikő
- Nyári Darinka
- Oláh Béla
- Pethő Dorottya
- Pető Zsófia
- Pásztor Ádám
- Pavletits Béla
- Porzsolt Éva
- Ragány Misa
- Réthy Zsazsa
- Sári Éva
- Sándor Dávid
- Scheich Dávid
- Szemenyei János
- Simon Panna
- Stéphanie Schlesser
- Szász Borisz
- Tarlós Ferenc
- Török Anna
- Várady Viktória †
- Végh Péter (színművész)
- Vadász Gábor
- Veres Mónika (énekesnő)
- Umbráth László
- Zsitva Máté
- Zsitva Réka

### Táncművészek
- Bakonyi Simon
- Baranya Dávid
- Babácsi Benjamin
- Bálint Barna
- Bánki Renáta
- Dzsupin Ádám
- Eöry Mónika
- Faragó Csaba
- Forrás Adél
- Harmat Noémi
- Harngozó Biglárka
- Házi Tamás
- Horváth Zita táncművész
- Kiss Gréta
- Kovács Péter
- Köpösdi Ádám
- Lámfalusy Szafia Zoé
- Lopusny Anna
- Makár István
- Nagy Kati
- Nagy Sarolta
- Orosz Gergő
- Répás Máté †
- Szabados Tímea
- Sinkó Réka
- Simonka Mózes
- Steidl Anita
- Szabó Anikó
- Szabó András
- Tiborcz Fanni
- Tóth Arnold
- Túri Lajos Péter
- Vincze Kitti
- Zsíros Gábor

### Zenekari művészek
- Karmesterek: Balassa Krisztián, Fülöp Dániel Erik, Kovács László, Köteles Géza
- Vonósok: Oláh Zsuzsanna, Szécsi Zsuzsanna, Szaxon Mária, Ablonczy-Raposa Krisztina, Bóna Ili, Klacsmann Nóra, Pege Kornélia, Tóth Anikó, Kaszanyitzky András
- Gitár: Horváth György, Marschalkó Zoltán, Derzsi Zsolt, Kaboldy András, Kovács Barnabás, Takács Donát, Megyaszay István, Barta Zsolt, Polyák András, Borbély Tamás, Miklós Zoltán
- Fúvósok: Kovács Marianna, Bohnert Zoltán, Mákó Miklós, Tóth Tamás, Miklós Zoltán, Ablonczy Keve, Metykó Viktória, Kiss Bálint, Papp Márton, Szabó Krisztián, Győri András, Simon Viktória, Sonkovics Lóránd, Süveges Renáta, Nagy Eleonóra, Horváth Tamara, Puskás Csaba, Szél Viviána, Szeifert Péter, Perneczky Balázs, Polyák Endre, Vámosi-Nagy Zsuzsanna, Adámi Márton, Tulkán Péter, Farkas Tamás, Katrin Mátyás
- Billentyű: Furák Péter, Fülöp Dániel Erik, Csák Péter, Almann Gergely, Szegeczky Ágnes, Felszeghy Dalma, Axmann Péter, Fekete Ildikó, Vörös Elma Dóra, Puskás Dóra, Gelencsér Gergely
- Dob: Tóth Péter, Madai Zsolt, Schvéger Zoltán, Haraszti Dávid
- Ütőhangszerek: Hlaszny Ádám, Vitaliy Dzsanda, Tóth Péter, Urbán Kristóf

### Stábtagok
- Producer: Simon Edit
- Művészeti vezető: Póka Balázs
- Rendező: Roman Polański, Cornelius Baltus, Szente Vajk
- Koreográfus: Dennis Callahan, Karen Bruce, Túri Lajos Péter
- Zenei vezető: Bernd Steixner, Madarász Gábor (zenész)
- Díszlet- és jelmeztervező: Kentaur (Erkel László), Horváth Kata
- Fénytervező: Chriss Ellis, Chriss Hirts, Madarász János Madár
- Dramaturg: Romhányi Ágnes, Várkonyi Zoltán, Farkas Niki
- Rendezőasszisztens: Hajós Eszter
- Tánckarvezető: Lopusny Anna, Nagy Sarolta
- Kórusvezető: Stróbel Dóra
- Korrepetitor: Furák Péter, Felszegi Dalma, Szegeczky Ágnes, Axmann Péter, Almann Gergő, Andrási Gertrúd, Magony Szilvia
- Produkciós asszisztens: Kékesi Miklós
- Sajtó: Csicsely Zoltán, Györfi-Forgács Beáta
- Jogász: Dr. Póka Júlia
- Hangmérnök: Szabó Viktor, Hajma Péter, Szilágyi Zsigmond, Kósa Ádám
- Mikroport: Ragó Annamária, Pálffy Krisztián
- Videotechnika: Görög Attila, Görög Balázs, Nagy Sándor
- Videó animáció: Bajkov Valentin
- Fővilágosító: Madarász János Madár, Szilágyi Yvette
- Szcenikus: Csákó Béla, Tóth Kázmér
- Jelmeztervező asszisztens: Molnár Eszter
- Díszlettervező asszisztens: Halász G. Péter
- Műszaki vezető: Ditzmann Tamás, Juhász Árpád
- Ügyelő: Sipos Csaba (ügyelő), Szilágyi Yvette
- Kellékes: Nagy Tibor
- Öltöztetők: Siető Andrea, Miskó Marcsi, Bata Edit, Kléger Tímea, Fábián Eszter, Lászlófi Orsolya, Rolf Lívia, Kovács Ildikó Übü
- Smink, maszk: Ipacs Szilvia, Ipacs Katalin, Murányi Orsolya, Szécsi Gabi, Gazdag Ágnes, Bartók Mária
- Fodrászat: Kresák Annamária, Zsichla Hajnalka, Tóth Barbara, Szeberényi Lejla, Szolnoki Réka, Bari Boglárka, Kapitány Dorottya, Rab Kati, Zsupkó László, Laki Sonja, Kucsera Dia
- Szervezés: Várnagy László, Laczó Andrea
- Jegypénztáros: Gyepesi Zsuzsanna
- Fotós: Sárközy Marianna, Kaszner Nikolett
- Shop és feliratozás: Karcag Gábor, Kelemen János, Kovács Márta

## Interjúk, kritikák, beszámolók
- 2006/11/10 origo – Világraszóló vámpírrevü Budapesten
- 2007/07/10 NOL, Fáy Miklós – Zombik és vérszívók
- 2007/08/13 Élet és Irodalom, Koltai Tamás – Standing ovation
- 2008/01/01 Criticai Lapok, Sz. Deme László – Vámpírok nyárra
- 2008/01/21 Magyar Nemzet, Lukács Csaba: Magyar vámpír
- 2008/12/01 Viva la Musical, Vincze Dániel – Interjú Simon Edittel, a Vámpírok Bálja producerével Archiválva 2020. február 15-i dátummal a Wayback Machine-ben
- 2008/12/10 Színház.net, Halász Glória: Vérátömlesztés
- 2008/12/16 Revizor, Papp Tímea – HIDEGVÉRPROFIK
- 2012/09/13 Zene.hu, Aigner Iván – Vérpezsdítő vérszívók 175. bálja – interjú a remek musical rendezőjével
- 2013/09/11 Magyar Teátrum Online, Csicsely Zoltán – Zenés színházban gondolkozik
- 2015/06/09 Corn & Soda, Fráter Zsuzsanna: Vámpírok bálja – mi a vérszívók sikerének titka?
- 2016/01/09 Színház.hu “A célom az, hogy értéket közvetítsünk” – Simon Edit producer a Vámpírok báljáról
- 2017/10/21 Közönség.hu " A tökéletességre törekszünk" – interjú Simon Edittel, a Vámpírok bálja, a Sakk és We Will Rock You musicalek producerével
- 2017/11/13 QUEEN Online – We Will Rock You Budapest: Brian ellátogat a próbára
- 2017/11/26 Index.hu, Kovács Bálint – Britney Spears és Ozzy Osbourne sem halhat meg hiába
- 2017/11/28 Fühü, Bóta Gábor – Győzedelmeskednek a Queen dalok
- 2017/12/02 RTL Klub Story Extra – We Will Rock You Budapest – beszámoló a premierről
- 2018/01/12 Élet és Irodalom, Fáy Miklós – Britney nem halt meg hiába
- 2018/04/06 Szinhaz.org, Vass Kata – A Vígszínházba költözik a Sakk musical Archiválva 2020. február 15-i dátummal a Wayback Machine-ben
- 2019/06/28 Szeged.hu – Életre kel a GaGa-világ a Dóm téren: Queen-slágerekkel küzdenek egy agymosott világ ellen
- 2019/10/17 Magyar Nemzet, B. Orbán Emese – Átadni egy lelki síkon játszódó történetet
- 2020/01/28 Fidelio – Újra színpadra kerül a Sztárcsinálók
- Szinhaz.org, Vass Kata – SZTÁRCSINÁLÓK – Szente Vajk rendezésében újra életre kel az első magyar rockopera Archiválva 2020. július 30-i dátummal a Wayback Machine-ben
- 2020/02/12 Zene.hu – "Volt valami a levegőben, ..." – Beszélgetés Várkonyi Mátyással a Sztárcsinálók rockopera zeneszerzőjével
- 2020/02/18 Zene.hu, Jagri Ágnes – Megnéztük! Képekben a Sztárcsinálók 2020-as bemutatója
- 2020/02/19 168 óra, Bóta Gábor – Elszabadul a pokol – Előadás a féktelen gátlástalanságról
- 2020/02/24 ART7, Lénárt Gábor – A mi színházunk
- 2020/03/03 Modern Iskola – Sztárságról másképp
- 2020/03/03 Szinhaz.org – Idén nyáron a Bajai Szabadtéri Színpadon is látható a We Will Rock You musical Archiválva 2020. július 21-i dátummal a Wayback Machine-ben
- 2020/05/23 zene.hu, Jagri Ágnes – "Karantén levelek" – Üzenet a zenés színházból – Simon Edit válaszolt
- 2023/08/02 szinhaz.online, Vass Kata – "Ismét műsoron a Vámpírok bálja, a Sakk és a We Will Rock You a Magyar Színházban"
- 2023/08/18 "...és színész benne minden férfi és nő", Franyo Kriszta – "El nem múló vágy – Vámpírok bálja"
- 2023/08/28/ "WE WILL ROCK YOU – QUEEN musical Budapesten – Beszámoló az előadás sikeréről!", I love Musical"
- 2023/10/02 "Vámpírok bálja 2024-ben a Vígszínházban", KulturaOnline"